# 小行星4898
小行星4898（英語：4898 Nishiizumi）是一颗围绕太阳公转的小行星。1988年3月19日，卡罗琳·舒梅克在帕洛马山发现了此天体。
这颗小行星的绝对星等为146.36053等。